# تورو (سامورا)
تورو (به اسپانیایی: Toro) یک دهستان در اسپانیا است که در استان سامرا واقع شده‌است. تورو ۳۲۶ کیلومتر مربع مساحت و ۹٬۴۲۱ نفر جمعیت دارد و ۷۴۰ متر بالاتر از سطح دریا واقع شده‌است.

## خواهرخوانده
شهرهای کوندوم، ژر و دورماگن خواهرخوانده‌های تورو (سامرا) هستند.